# Parc d'État de Sacred Falls
Sacred Falls State Park (Kaliuwaʻa en hawaïen, ce qui signifie Chutes Sacrées), est un parc d'État fermé situé à Hau'ula sur la côte nord de l'île hawaïenne d'Oahu. L'endroit est fermé depuis la chute de pierres survenue lors de la fête des mères en 1999. Bien que les personnes prises dans le parc soient passibles de lourdes amendes, les randonneurs continuent de pénétrer dans le parc 20 ans plus tard . Le parc englobe le ravin de Kaluanui et les chutes d'eau à son extrémité, d'où son nom.

## Description
C'est un endroit à Koolaolao, avec beaucoup de traditions hawaïennes associées: 
"Kaliuwaa (sic) est la plus célèbre de toutes les vallées du district de Koolauloa" .
Selon les croyances hawaïennes, les visiteurs étaient encouragés à poser des feuilles et à placer des pierres sur eux, alors qu'ils entraient dans la vallée, les gorges et les chutes, afin de montrer leur respect envers le demi-dieu associé à l'endroit .

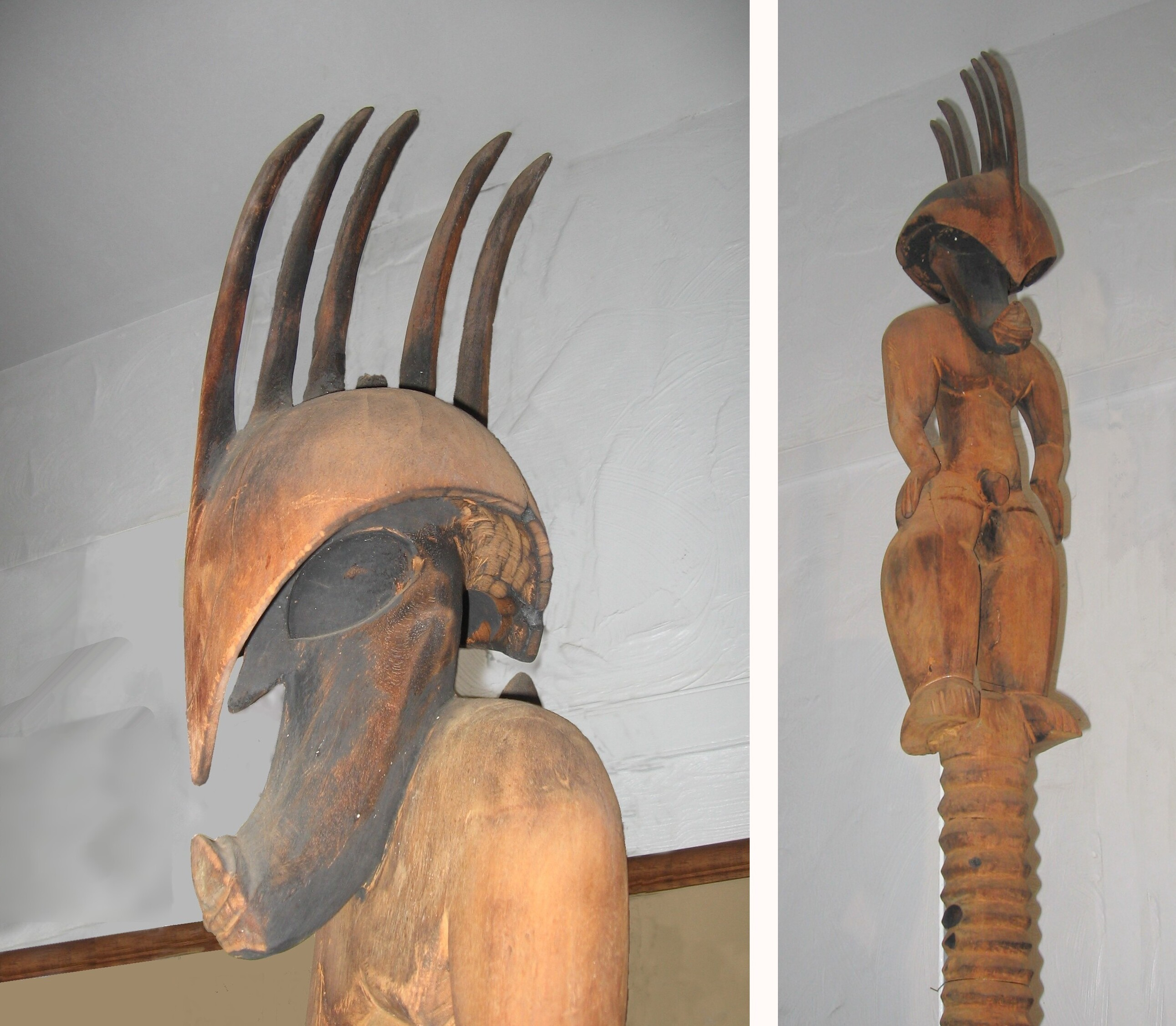
Kamapua'a, demi-dieu, sculpture sur bois

Kaliuwaʻa, également connue sous le nom de Chutes Sacrées, désigne la vallée, les falaises perpendiculaires, les courants, et les chutes (Sacred Falls), situées à Hauula, sur l'île d'Oahu. Le ruisseau et la vallée sont également appelés Kaluanui . 

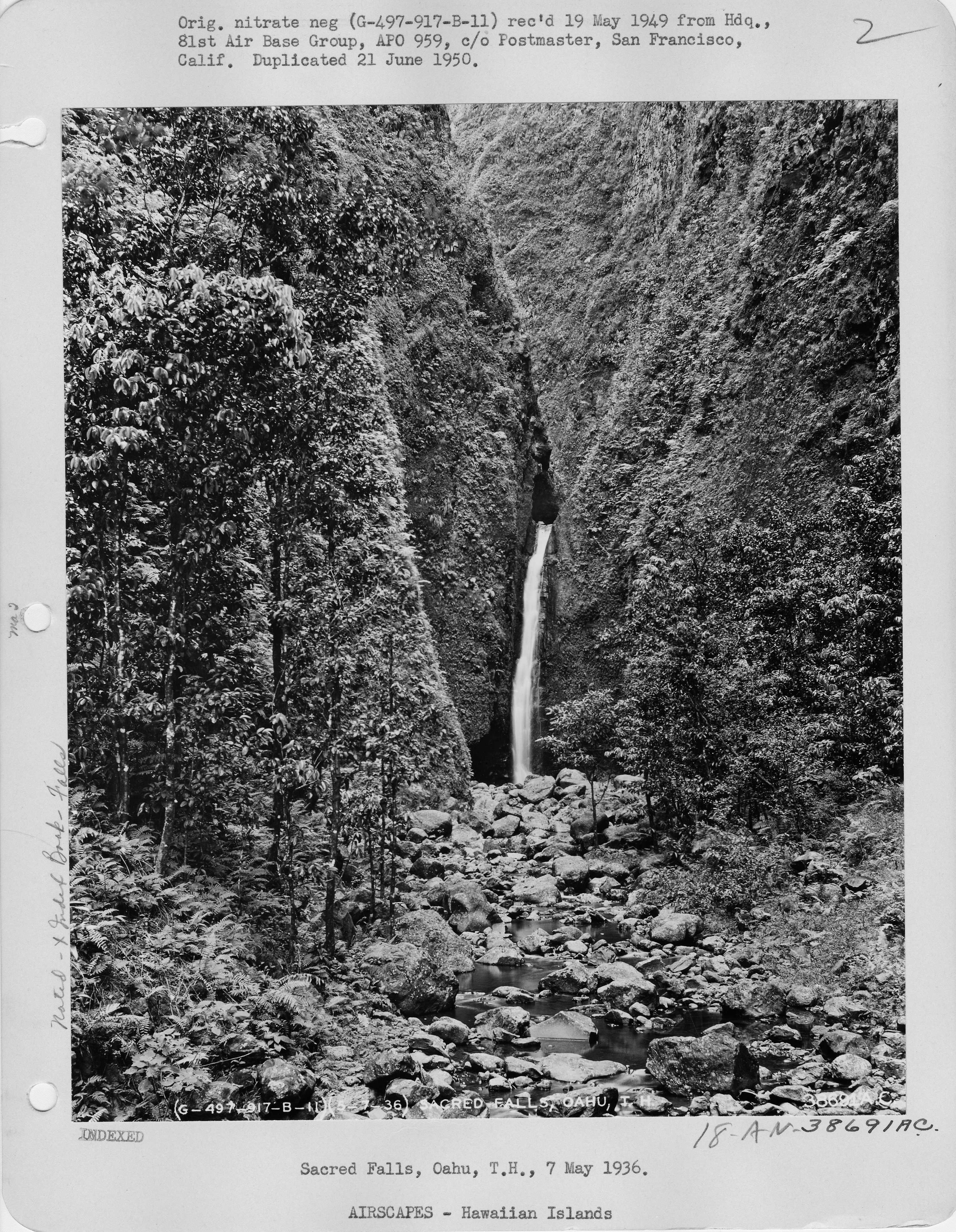
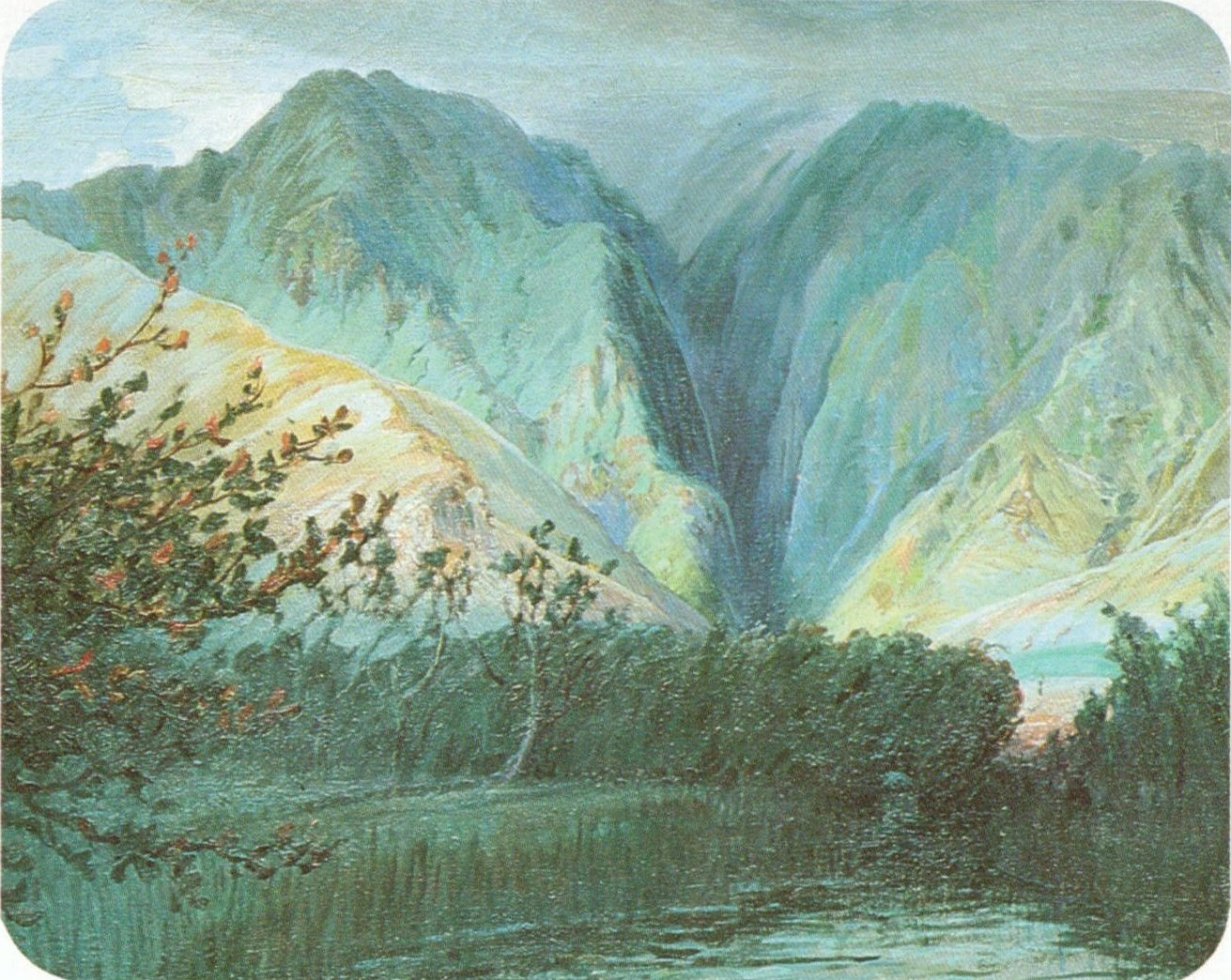
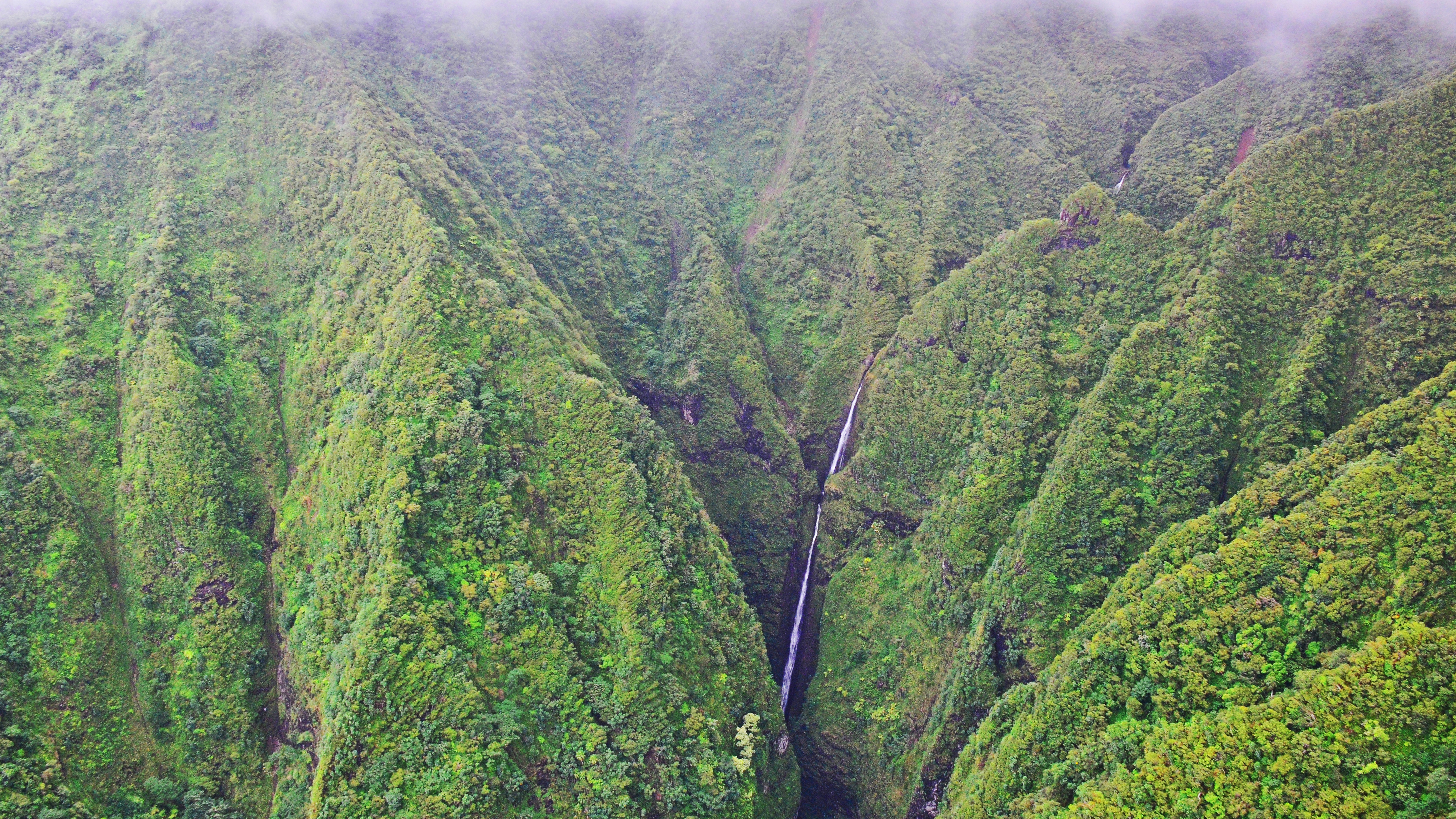

## Tragédie de la fête des mères
Le parc a été fermé indéfiniment après une chute de pierres mortelle près de la cascade le 9 mai 1999, qui a tué huit randonneurs et en a blessé beaucoup d'autres. Plus de vingt incidents où des personnes (touristes et habitants) ont été tués ou blessés se sont produits à Sacred Falls. Après la chute de pierres, la plupart des blessés ont été soulevés par une civière suspendue à un hélicoptère, et les premiers intervenants ont lentement transporté les autres victimes hors du parc .

## Accès interdit
Alors que les représentants de l'État emploient de nombreuses tactiques pour décourager les visiteurs d'entrer illégalement dans le parc fermé, les visiteurs entrent quand même ,. Beaucoup de gens ignorent le danger et les avertissements et disent que les gens devraient être autorisés à s'y rendre "à leurs risques et périls", d'autres reconnaissent que le risque n'en vaut pas la peine .